# Margaropus
Genre
Margaropus est un genre de tiques de la famille des Ixodidae.

## Distribution
Les espèces de ce genre se rencontrent en Afrique. Elles ont été observées sur les girafes et les zèbres.

## Liste des espèces
Selon Guglielmone & al., 2010 :
- Margaropus reidi Hoogstraal, 1956
- Margaropus wileyi Walker & Laurence, 1973
- Margaropus winthemi Karsch, 1879

## Publication originale
- Karsch, 1879 : Zwei neue Arachniden des Berliner Museums. Mitteilungen des Münchener Entomologischen Verein, vol. 3, p. 95-96.